# Antena dipol

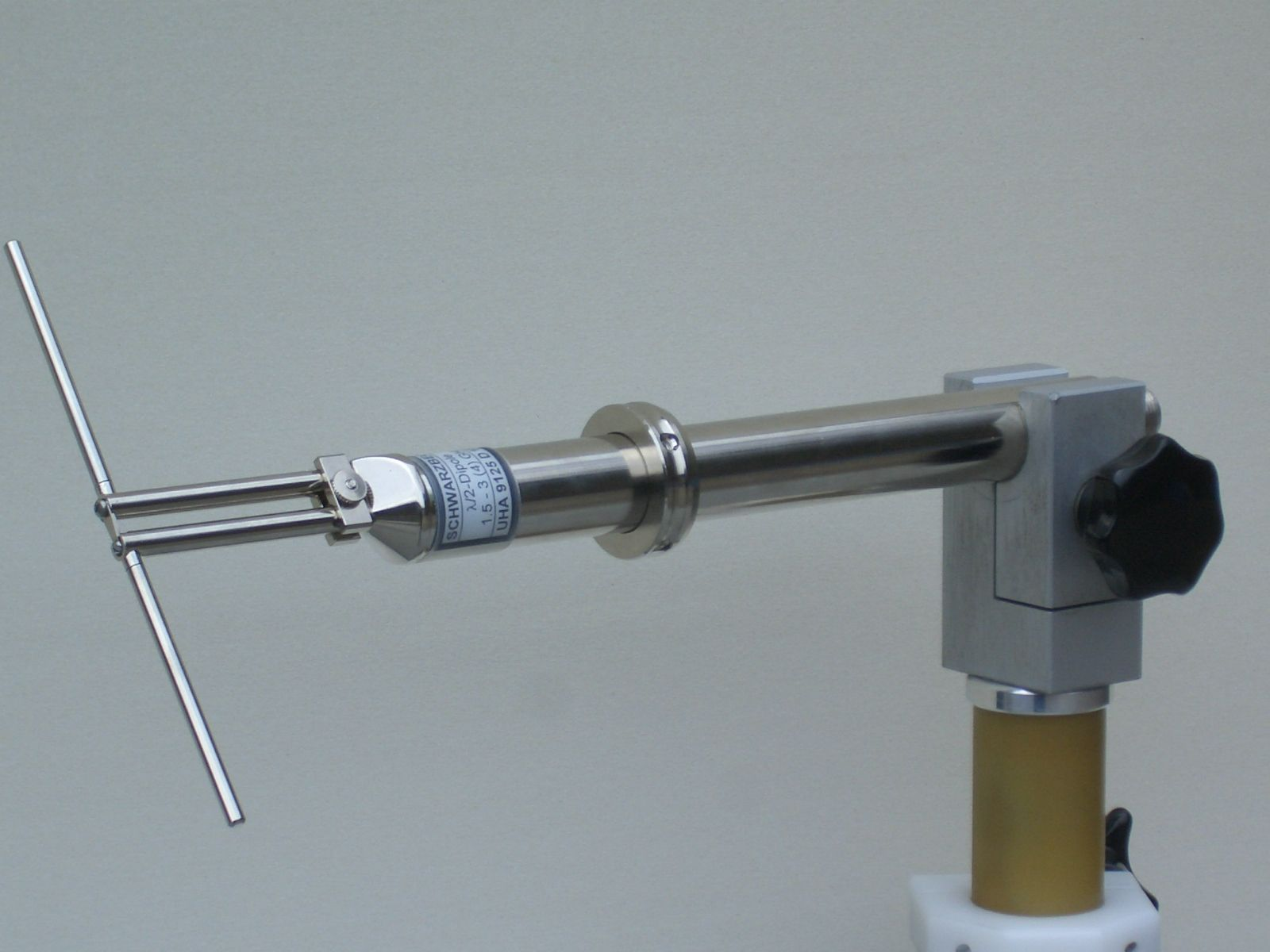
Fig. 1 Antena dipol real

Una antena dipol és una antena amb alimentació central emprada per transmetre o rebre ones de radiofreqüència. L'antena dipol està formada per 2 cables en línia amb entrada/sortida de senyal central. Aquestes antenes són les més simples des del punt de vista teòric.

## Tipus de dipols

### Dipol simple
En la seva versió més senzilla, el dipol consisteix en dos elements conductors rectilinis colinearitat d'igual longitud, alimentats al centre, i de radi molt menor que la llargària.
La longitud del dipol és la meitat de la longitud d'ona de la freqüència de ressonància del dipol, i pot calcular com 150/freqüència (MHz). El resultat estarà donat en metres.

Fig. 2 Animació de la radiació del dipol

Degut a l'efecte de vores la longitud real serà una mica inferior, de l'ordre del 95% de la longitud calculada.
- Exemple: Per obtenir una antena ressonant en la Banda de 10m, a la freqüència de 28,9 MHz, el dipol tindrà teòricament 5,21 metres de llarg. A la pràctica, el llarg real físic del dipol serà una mica inferior, de l'ordre de 4,95 m.

La longitud real del dipol a la freqüència de ressonància dependrà de molts altres paràmetres, com el diàmetre del conductor, o bé la presència d'altres conductors a proximitat.
A l'espai ideal ia una distància de la terra major a diverses longituds d'ona, la impedància del dipol simple és de  73 Ω .

### Dipol en V invertida
És un dipol els braços han estat doblegats el mateix angle respecte del pla de simetria. Té la forma d'una V invertida.

Fig.3 Animació Voltatge i Intensitat en un dipol.

La realització exigeix algunes precaucions. Autors com Brault i Piat recomanen que l'angle de la V no sigui inferior a 120 graus, i que els extrems de la V estiguin el més lluny possible del sòl, la proximitat dels extrems a la terra indueix capacitats que alteren la freqüència de ressonància.
El dipol en V invertida és summament apreciat pels radioaficionats que transmeten en expedicions, perquè amb un simple pal d'uns nou metres, una mica de cable i de corda de niló, és possible instal·lar ràpidament una antena transportable, lleugera, i poc voluminosa.

### Dipol doblegat
És un dipol els braços han estat doblegats per la meitat i replegats sobre si mateixos. Els extrems s'uneixen. La impedància del dipol doblegat és de  300 Ω , mentre que la impedància del dipol simple en el buit és de 73 Ω.
El dipol doblegat és, en essència, una antena única formada per dos elements. Un element s'alimenta en forma directa, mentre que l'altre té acoblament inductiu en els extrems. Cada element té mitja longitud d'ona de llarg. No obstant això, com pot passar corrent per les cantonades, hi ha una longitud d'ona completa de corrent a l'antena.

### Dipol de braços plegats
És un dipol els braços tenen una petita part de l'extrem parcialment plegada. Això fa que s'economitzi espai, a costa de sacrificar parcialment l'eficiència del dipol.

### Dipol elèctricament escurçat
És un dipol en el qual un segment de cada braç -per exemple: el terç central- és reemplaçat per un solenoide. Això fa que el dipol sigui molt més curt, però a costa de sacrificar altres qualitats del dipol original, com l'eficiència, la impedància i l'amplada de banda.

## Propietats elèctriques

### Tensió i corrent

Fig.2 Model de Dipol de mitja ona que podria emprar-se per construir un receptor d'ona curta. Rigorosament, cal alimentar el dipol amb una alimentació simètrica, per a això cal intercalar un balun o simetrizador entre el dipol i el cable coaxial

A la freqüència de ressonància del dipol, el punt mig és un node de tensió i un ventre de corrent. Vol dir que:
- El corrent mitjana en el centre del dipol és màxima, i decreix fins a arribar a zero als extrems.
- La tensió mitjana és zero al centre, i va augmentant fins a ser màxima en els extrems del dipol.

### Diagrama d'emissió

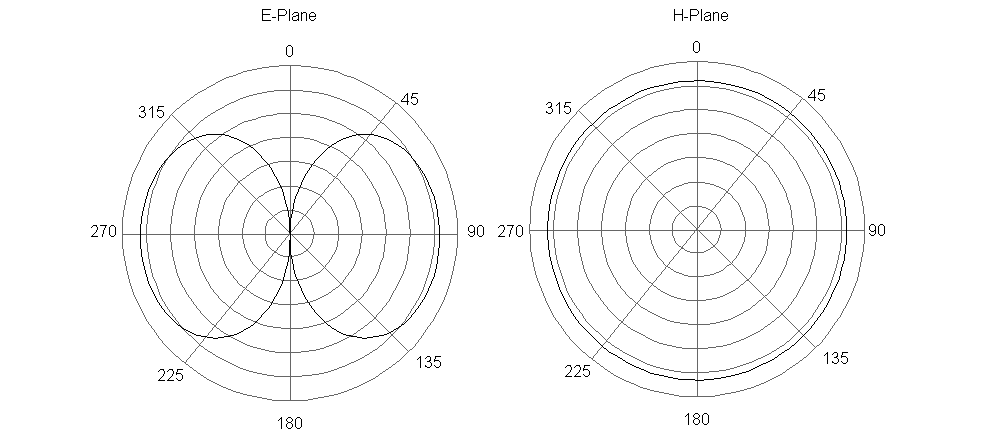
Fig.3 Diagrama de radiació de l'antena dipol

L'antena dipol no irradia en totes les direccions amb la mateixa potència, es diu llavors que és una antena  direccional .
- A l'adreça en la qual irradia amb la màxima potència, l'ona electromagnètica té una potència de 2,2 dB per sobre de la mitjana. Es diu  guany  d'un dipol a aquesta relació de 2,2 dB entre la potència irradiada en la direcció més afavorida, i la potència mitjana.
- En altres direccions, lògicament, el dipol ha irradiar una energia inferior a la mitjana; l'antena dipol no genera potència.

### Polarització
- Quan l'antena dipol és paral·lela al pla de la terra, la component elèctrica de l'ona és paral·lela al pla de la terra: es diu que té  polarització horitzontal .
- Quan l'antena dipol és perpendicular al pla de la terra, la component elèctrica de l'ona és emesa perpendicularment al pla de la terra: es diu que té  polarització vertical .
- En HF, i en VHF a classe d'emissió banda lateral única es prefereix la polarització horitzontal, i en VHF a classe d'emissió freqüència modulada, la polarització vertical.

### Impedància
- La impedància d'un dipol de base i a l'espai ideal és de  73 Ω . A la pràctica, la impedància real serà una funció important de l'altura.

Fig.4 Impedància del dipol

- Fig.4 Impedància del dipolLa impedància característica d'un dipol replegat i a l'espai ideal és de  300 Ω .

### Antena Yagi
Quan a un dipol se li anteposa un altre dipol davant, lleugerament més curt, i un altre dipol darrere, lleugerament més llarg, s'obté una Antena Yagi.

### Escurçament elèctric
- La longitud real d'un dipol respecte al seu homòleg ideal és un 5% menor. A aquest efecte de vores hi crida  escurçament elèctric .

## Derivats del dipol

### Antena Yagi
Quan a un dipol se li anteposa un altre/s element/s (vareta o tub) davant, directors, lleugerament més curts (cadascun un 5% més curt que l'anterior i lleugerament més separat entre si que l'anterior, successivament), i altre element (vareta o tub) darrere, lleugerament més llarg (5%) ia una distància d'entre 0,10 i 0,25 d'ona, s'obté una Antena Yagi.
Una antena d'aquest tipus és útil sobretot per a rebre senyals de televisió, tant en VHF com a UHF. La seva peculiaritat és que per cada element que se li afegeix augmenta la seva guany de manera que com més elements més guany es té en el dipol. Així mateix amb cada element paràsit que se li agrega (per davant) més acusada és la direccionalitat de l'antena i més tancat és l'angle de recepció. El mateix es podria dir si s'usa aquest tipus d'antena Yagi per a transmetre: com més elements més guany de transmissió i més directivitat s'obté, de manera que amb una determinada potència d'emissió i una antena d'alt guany es poden obtenir un feix radioelèctric concentrat cap a una determinada direcció i més llarga serà la distància, lineal, a la qual es pot enviar els senyals.

### Antena Moxon W
Antena popularitzada per L. Cebik, W4RNL Arxivat 2012-05-26 at Archive.is, té excel·lents qualitats de guany i directivitat.

### Antena Spiderbeam
Antena lleugera, multibandas i transportable, la Antena Spiderbeam és essencialment és una variació més complexa del dipol original, en forma de teranyina.

### Antena HB9CV
Creada pel radioaficionat suís Rudolf Baumgartner, HB9CV, en els anys 50, és una antena composta d'un element i el seu reflector, en el qual un conductor uneix l'element i el reflector per introduir un canvi de fase. Té excel·lents propietats de guany i relació de guany anterior/posterior. Per les seves dimensions, és utilitzada en VHF i UHF.

## Altres termes i càlculs

### Dipol elemental
Un dipol elemental és una petita longitud  {\displaystyle \scriptstyle {\delta \ell }}  de conductor (petita comparada amb la longitud d'ona {\displaystyle \scriptstyle {\lambda }}). En la qual circula un corrent altern:
En la qual  {\displaystyle \scriptstyle {\omega =2\pi F}}  és la pulsació (i  {\displaystyle \scriptstyle {F}}  la freqüència).  {\displaystyle \scriptstyle {j}}  és, com de costum  {\displaystyle \scriptstyle {\sqrt {-1}}} . Aquesta notació, utilitzant nombres complexos és la mateixa que la utilitzada quan es treballa amb impedàncies.
Cal notar que aquest tipus de dipols elemental no pot fabricar pràcticament. Cal que el corrent que el travessa vingui d'algun costat i surti a un altre costat. En realitat aquest segment de conductor no serà més que un dels molts en els quals es pot dividir una antena real per poder calcular-la. L'interès és que el camp elèctric llunyà {\displaystyle \scriptstyle {E_{\theta }}}
de l'ona electromagnètica radiada per aquest trosset de conductor és calculable fàcilment. Només mostrarem el resultat:
 {\displaystyle E_{\theta }={{jI_{\circ }\sin \theta } \over 2\varepsilon _{\circ }cr}{\delta \ell  \over \lambda }e^{j\left(\omega t-kr\right)}} 
Aquí:
- {\displaystyle \scriptstyle {\varepsilon _{\circ }}}  és la permitivitat del buit.
- {\displaystyle \scriptstyle {c}}  és la velocitat de la llum en el buit.
- {\displaystyle \scriptstyle {r}}  és la distància entre el dipol i el punt on està avaluat  {\displaystyle \scriptstyle {E_{\theta }}} .
- {\displaystyle \scriptstyle {k}}  és el nombre d'ona   {\displaystyle \scriptstyle {k={2\pi  \over \lambda }}}.

L'exponent de {\displaystyle i\,}  dona compte de la variació de la fase del camp elèctric amb el temps i amb la distància al dipol.
El camp elèctric llunyà {\displaystyle \scriptstyle {E_{\theta }}} de l'ona electromagnètica és coplanari amb el conductor i perpendicular a la línia que els uneix. Si imaginem el dipol al centre d'una esfera i alineat amb l'eix nord-sud, el camp elèctric llunyà té la direcció dels meridians i el camp magnètic llunyà té la direcció dels paral·lels.

### Dipol curt
Un dipol curt és un dipol realitzable pràcticament format per dos conductors de longitud total  {\displaystyle \scriptstyle {L}}  molt petita comparada a la longitud d'ona  {\displaystyle \scriptstyle {\lambda }} . Els dos conductors estan alimentats en el centre del dipol (vegeu dibuix). Aquesta vegada es pren com a hipòtesi que el corrent és màxima en el centre del dipol (on està alimentada) i que decau linealment cap zero a les extremitats del dipol. Cal notar que el corrent circula en la mateixa direcció en els dos braços del dipol: cap a la dreta en els dos o cap a l'esquerra en els dos.
El camp llunyà  {\displaystyle \scriptstyle {E_{\theta }}}  de l'ona electromagnètica radiada per aquest dipol és:
L'emissió és màxima en el pla perpendicular al dipol i zero en la direcció dels conductors, és a dir la direcció del corrent).
El diagrama d'emissió té la forma d'un toro de secció circular (imatge d'esquerra) i de ràdio intern nul. A la imatge de la dreta el dipol és vertical i està en el centre del toro.
A partir d'aquest camp elèctric es pot calcular la potència total radiada per aquest dipol i d'ella calcular la part resistiva de la impedància en sèrie d'aquest dipol:

### Guany del Dipol
El guany d'una antena és la relació (quocient) de potències per unitat de superfície, entre una antena donada i una antena isòtropa que es pren com a referència, ambdues alimentades amb la mateixa potència:
La potència per superfície unitària transportada per una ona electromagnètica és:
La potència per superfície unitària d'una antena isòtropa alimentada amb la mateixa potència és:
En el cas d'un dipol curt, quan es reemplacen els valors, el resultat final és:
Els dBi són decibels amb una  i  afegida per recordar que es tracta d'un guany respecte a una antena isótropa, havent-hi una diferència de 2,15 dB entre dBd i dBi (per exemple 12 dBd són 14, 15 dBi). Sent dBd el guany expressat respecte al dipol de mitja ona.

### Amplada de banda del dipol
Potència normalitzada d'un dipol de mitja longitud d'ona, on es demostra la relativa banda estreta d'un dipol.
S'observa que l'amplada de banda és d'aproximadament un 15% i, per tant, podem afirmar que un dipol és de banda estreta.
Per arribar a aquesta afirmació, ens basem en la fórmula de la potència del dipol de mitja ona:
 {\displaystyle P_{d}\cong {\frac {15\cdot I_{m}^{2}}{\pi \cdot r^{2}}}\left[{\frac {\cos(\beta \cdot L\cdot \cos(\theta ))-\cos(\beta \cdot L)}{\sin(\theta )}}\right]^{2}} 
on:  {\displaystyle \beta ={\frac {2\cdot \pi }{\lambda }}} .
Així, igualant a un la relació entre longitud d'ona i la longitud de l'antena i variant aquesta relació, obtenim el gràfic de distribució de potència d'un dipol amb relació a la freqüència de treball.

### Dipol mitja ona (lambda/2)
Un dipol {\displaystyle \scriptstyle {\lambda  \over 2}} és una antena formada per dos conductors de longitud total igual a la meitat d'una longitud d'ona. Cal assenyalar que aquesta longitud de {\displaystyle \scriptstyle {\lambda  \over 2}} no té res de remarcable elèctricament. La impedància de l'antena no correspon ni a un màxim ni a un mínim. Tampoc és real, encara que per una longitud propera (cap {\displaystyle \scriptstyle {0,46\lambda }}) la part imaginària passa per zero. Cal reconèixer que l'única particularitat d'aquesta longitud és que les fórmules trigonomètriques es simplifiquen com per miracle, encara que sí que és cert que presenta un diagrama de radiació bastant uniforme en comparació amb altres longituds.
En el cas del dipol  {\displaystyle \scriptstyle {\lambda  \over 2}}  es pren com a hipòtesi que l'amplitud del corrent al llarg del dipol té una forma sinusoidal:
 {\displaystyle I=I_{0}e^{j\omega t}\cos \left(k\ell \right)} 
Recordem que  {\displaystyle I_{0}}  és el valor pic de la intensitat que circula pel dipol,  {\displaystyle \omega =2\pi f} ,
{\displaystyle k={2\pi }/{\lambda }\;}  i  {\displaystyle l}  la posició en què mesurem la intensitat.
És fàcil veure que per  {\displaystyle \scriptstyle {\ell =0}}  el corrent val  {\displaystyle \scriptstyle {I_{\circ }}}  i per  {\displaystyle \scriptstyle {\ell ={\lambda  \over 4}}}  el corrent val zero.
Fins i tot, fent la simplificació de camp llunyà  {\displaystyle (r>>3\lambda )} , l'expressió és una mica complexa:
 {\displaystyle E_{\theta }=j\eta _{0}{\frac {I_{0}}{2\pi r}}{\frac {\cos \left({\frac {\pi }{2}}\cos \theta \right)}{\sin \theta }}\cdot e^{-jkr}} 
La fracció  {\displaystyle \textstyle {\cos \left(\scriptstyle {\pi  \over 2}\cos \theta \right) \over \sin \theta }}  no és gaire diferent de  {\displaystyle \scriptstyle {\sin \theta }} .
El resultat és un diagrama d'emissió que té la forma d'un torus una mica aixafat.
La imatge de l'esquerra mostra la secció del diagrama d'emissió. Hem dibuixat -en rematat- el diagrama d'emissió d'un dipol curt. Es comprova que els dos són molt semblants.
Aquesta vegada no es pot calcular analíticament la potència total emesa per l'antena, però podem plantejar-ne la següent expressió:
 {\displaystyle p_{t}=\int \limits _{0}^{2\pi }{\int \limits _{0}^{\pi }{\frac {\eta _{0}I_{0}^{2}}{8\pi ^{2}r^{2}}}}\cdot {\frac {\cos ^{2}\left({\frac {\pi }{2}}\cos \theta \right)}{\sin ^{2}\theta }}{\widehat {r}}\cdot \underbrace {r^{2}\sin \theta \cdot d\theta \cdot d\varphi \cdot {\widehat {r}}} _{\overrightarrow {dS}}=} 
 {\displaystyle ={\frac {\eta _{0}I_{0}^{2}}{4\pi }}\int \limits _{0}^{\pi }{\frac {\cos ^{2}\left({\frac {\pi }{2}}\cos \theta \right)}{\sin \theta }}d\theta \approx {\frac {120\pi I_{0}^{2}}{4\pi }}\cdot {\text{1}}{\text{.2188 = 36}}{\text{.564}}\!\!\cdot \!\!{\text{ }}I_{0}^{2}} 
Per calcular la resistència de radiació (o resistència en sèrie), fem servir:
 {\displaystyle p_{t}={\frac {1}{2}}I_{0}^{2}R_{serie}\to R_{serie}={\frac {2p_{t}}{I_{0}^{2}}}\approx 73.128\Omega } 
 Tanmateix, això només ens calcula la part real (resistència) de la impedància de l'antena. El més còmode és mesurar-les. A la figura de la dreta es mostren les parts real i imaginària en sèrie de la impedància d'un dipol per a longituds que van de
 {\displaystyle \scriptstyle {0,4\,\lambda }} a {\displaystyle \scriptstyle {0,6\,\lambda }} 

El guany d'aquesta antena és:
{\displaystyle \textstyle {G={120 \over R_{serie}}={120 \over 73}}} = 1,64 = 2,15 dBi = 0 dBd 
Heus aquí els guanys de dipols d'altres longituds (cal notar que el guany  no  està donat en dB):
| Guany d'antenes dipols                              |       |
| Longitud en {\displaystyle \scriptstyle {\lambda }} | Guany |
| L {\displaystyle \scriptstyle {\ll \lambda }}       | 1.50  |
| 0,5                                                 | 1.64  |
| 1.0                                                 | 1.80  |
| 1.5                                                 | 2.00  |
| 2.0                                                 | 2.30  |
| 3.0                                                 | 2.80  |
| 4.0                                                 | 3.50  |
| 8.0                                                 | 7.10  |